# Damernas K-4 500 meter i kanotsport vid olympiska sommarspelen 2012
Damernas K-4 500 meter vid olympiska sommarspelen 2012 hölls mellan 6 augusti och 8 augusti på Eton Dorney i London. Deltagarna delades där de tre främsta gick direkt till final. De övriga åtta lagen gick till semifinal där de fem främsta också gick till final.

## Medaljörer
| Gren           | Guld                                                                 | Silver                                                                        | Brons                                                                 |
| K-4, 500 meter | Ungern Gabriella Szabo Danuta Kozak Katalin Kovacs Krisztina Fazekas | Tyskland Carolin Leonhardt Franziska Weber Tina Dietze Katrin Wagner-Augustin | Belarus Iryna Pamialova Nadzeja Papok Volha Chudzenka Maryna Pautaran |

## Schema
Försöksheat

6 augusti, 10:39

Semifinal

6 augusti, 11:51

Final

8 augusti, 10:44

## Resultat

### Försöksheat

#### Heat 1
| Plac. | Kanotist                                                          | Land           | Tid      | Notering |
| ----- | ----------------------------------------------------------------- | -------------- | -------- | -------- |
| 1     | Gabriella Szabó Danuta Kozák Katalin Kovács Krisztina Fazekas Zur | Ungern         | 1.35,769 | Q        |
| 2     | Jess Walker Rachel Cawthorn Angela Hannah Louisa Sawers           | Storbritannien | 1.37,355 |          |
| 3     | Marie Delattre-Demory Joanne Mayer Sarah Guyot Gabrielle Tuleu    | Frankrike      | 1.40,022 |          |
| 4     | Yu Lamei Li Zhangli Ren Wenjun Liu Haiping                        | Kina           | 1.40,661 |          |
| 5     | Antonia Horvat-Panda Antonija Nađ Renata Major-Kubik Marta Tibor  | Serbien        | 1.40,756 |          |
| 6     | Rach Lovell Hannah Davis Jo Brigden-Jones Lyndsie Fogarty         | Australien     | 1.41,794 |          |

#### Heat 2
| Plac. | Kanotist                                                             | Land     | Tid      | Notering |
| ----- | -------------------------------------------------------------------- | -------- | -------- | -------- |
| 1     | Carolin Leonhardt Franziska Weber Katrin Wagner-Augustin Tina Dietze | Tyskland | 1.31,633 | Q        |
| 2     | Teresa Portela Joana Vasconcelos Beatriz Gomes Helena Rodrigues      | Portugal | 1.32,785 | Q        |
| 3     | Irina Pamialova Nadzeya Papok Volha Chudzenka Marina Pautaran        | Belarus  | 1.33,676 |          |
| 4     | Juliana Salachova Vera Sobetova Natalia Podolskaja Julia Katjalova   | Ryssland | 1.33,680 |          |
| 5     | Marta Walczykiewicz Aneta Konieczna Karolina Naja Beata Mikołajczyk  | Polen    | 1.35,843 |          |

### Semifinal
| Plac. | Kanotist                                                            | Land           | Tid      | Notering |
| ----- | ------------------------------------------------------------------- | -------------- | -------- | -------- |
| 1     | Marta Walczykiewicz Aneta Konieczna Karolina Naja Beata Mikołajczyk | Polen          | 1.30,338 | Q, WB    |
| 2     | Irina Pamialova Nadzeya Papok Volha Chudzenka Marina Pautaran       | Belarus        | 1.30,883 | Q        |
| 3     | Juliana Salachova Vera Sobetova Natalia Podolskaja Julia Katjalova  | Ryssland       | 1.31,824 | Q        |
| 4     | Jess Walker Rachel Cawthorn Angela Hannah Louisa Sawers             | Storbritannien | 1.32,550 | Q        |
| 5     | Marie Delattre-Demory Joanne Mayer Sarah Guyot Gabrielle Tuleu      | Frankrike      | 1.33,303 | Q        |
| 6     | Rach Lovell Hannah Davis Jo Brigden-Jones Lyndsie Fogarty           | Australien     | 1.33,671 |          |
| 7     | Antonia Horvat-Panda Antonija Nađ Renata Major-Kubik Marta Tibor    | Serbien        | 1.33,823 |          |
| 8     | Yu Lamei Li Zhangli Ren Wenjun Liu Haiping                          | Kina           | 1.34,004 |          |

### Final
| Plac. | Kanotist                                                             | Land           | Tid      |
| ----- | -------------------------------------------------------------------- | -------------- | -------- |
| 1     | Gabriella Szabó Danuta Kozák Katalin Kovács Krisztina Fazekas Zur    | Ungern         | 1.30,827 |
| 2     | Carolin Leonhardt Franziska Weber Katrin Wagner-Augustin Tina Dietze | Tyskland       | 1.31,298 |
| 3     | Irina Pamialova Nadzeja Papok Volha Chudzenka Marina Pautaran        | Belarus        | 1.31,400 |
| 4     | Marta Walczykiewicz Aneta Konieczna Karolina Naja Beata Mikołajczyk  | Polen          | 1.31,607 |
| 5     | Jess Walker Rachel Cawthorn Angela Hannah Louisa Sawers              | Storbritannien | 1.33,055 |
| 6     | Teresa Portela Joana Vasconcelos Beatriz Gomes Helena Rodrigues      | Portugal       | 1.33,453 |
| 7     | Juliana Salachova Vera Sobetova Natalia Podolskaja Julia Katjalova   | Ryssland       | 1.33,459 |
| 8     | Marie Delattre-Demory Joanne Mayer Sarah Guyot Gabrielle Tuleu       | Frankrike      | 1.35,299 |